# مفاكهة الخلان في حوادث الزمان
مفاكهة الخلان في حوادث الزمان هو كتاب من تأليف شمس الدين محمد بن علي ابن طولون الصالحي ( 880 - 953 هـ / 1475 - 1546م ) في التاريخ والرحلات والأسفار، تحدث فيه بشكل مفصل ودقيق عن تاريخ مصر والشام، فقد تحدث عن أسباب الأحداث وعواملها وطريقة حدوثها ووقوعها ولم يهمل شيئًا من عناصرها.